# Lijst van shorttrackrecords 1500 meter vrouwen junioren
Dit is een overzicht van de schaatsrecords op de 1500 meter vrouwen junioren bij het shorttrack.

## Ontwikkelingwereldrecordjunioren 1500 meter shorttrack
| Nr | Naam              | Land       | Tijd     | Plaats    | Datum      |
| -- | ----------------- | ---------- | -------- | --------- | ---------- |
| 1  | Kim So-hee        | Zuid-Korea | 2.31,36  | Seoel     | 15-01-1994 |
| 2  | An Sang-mi        | Zuid-Korea | 2.29,899 | Marquette | 12-01-1997 |
| 3  | Kyung Won-hye     | Zuid-Korea | 2.29,554 | Nagano    | 28-03-1997 |
| 4  | Stephanie Bouvier | Frankrijk  | 2.28,741 | Boedapest | 23-01-1998 |
| 5  | Kim Moon-jung     | Zuid-Korea | 2.21,844 | Montreal  | 17-01-1999 |
| 6  | Jung Eun-ju       | Zuid-Korea | 2.18,861 | Peking    | 11-01-2004 |